# Пола Страсберг
Пола Страсберг (англ. Paula Strasberg, уроджена Перл Міллер (Pearl Miller); (8 березня 1909 , Нью-Йорк, Нью-Йорк  — 29 квітня 1966 , Нью-Йорк, Нью-Йорк )) — американська театральна акторка та педагог.

## Життєпис
Народилася в Нью-Йорку 1909 року в єврейській родині. У 1927 році відбувся її дебют на Бродвеї в постановці «Колискова пісня», започаткувавши свою плідну театральну кар'єру, що тривала до кінця 1940-х років. В 1929 році актриса вийшла заміж за Гаррі Стейна, з яким розлучилася в 1935 році. Через кілька днів після розлучення її новим чоловіком став театральний режисер Лі Страсберг — уродженець Тернопільщини. Разом із чоловіком вона була активним учасником Акторської студії у Нью-Йорку та довічним членом організації. Їх двоє дітей — Джон Страсберг та Сьюзен Страсберг стали акторами.
В 1952 році Пола Страсберг, з поданням Еліа Казана, потрапила до чорного списку Голлівуду, за те, що нібито разом з ним на початку 1930-х років перебувала в Компартії США. У 1955 році вона стала тренером з акторської майстерності, а згодом і довіреною особою Мерілін Монро. Страсберг стала регулярно супроводжувала Монро і на знімальному майданчику, і в особистому житті.
Пола Страсберг померла від раку кісткового мозку в лікарні Бет-Ісраель на Манхеттені 29 квітня 1966 року на 58-му році життя.